# Robert Bennett (nadador)
Robert Bennett (Estados Unidos, 23 de mayo de 1943) es un nadador estadounidense retirado especializado en pruebas de estilo espalda, donde consiguió ser medallista de bronce olímpico en 1964 en los 200 metros.

## Carrera deportiva
En las Olimpiadas de Roma 1960 ganó el bronce en los 100 metros estilo espalda.
Cuatro años después, en los Juegos Olímpicos de Tokio 1964 volvió a ganar la medalla de bronce en esta ocasión en los 200 metros espalda, con un tiempo de 2:13.1 segundos, tras sus compatriotas Jed Graef que batió el récord del mundo con 2:10.3 segundos, y Gary Dilley (plata).